# Nørup (plaats)
Nørup is een plaats in de Deense regio Zuid-Denemarken, gemeente Vejle. De plaats telt 206 inwoners (2008).